# Bobsleje na Zimowych Igrzyskach Olimpijskich 1980
Bobsleje na Zimowych Igrzyskach Olimpijskich 1980 – zawody bobslejowe podczas igrzysk olimpijskich w Lake Placid, które odbyły się między 15 i 24 lutego 1980 roku na torze Mt. Van Hoevenberg Olympic Bobsled Run.

## Rezultaty

### Dwójka mężczyzn
| Miejsce | Państwo              | Zawodnik                                   | Czas    | Strata |
| ------- | -------------------- | ------------------------------------------ | ------- | ------ |
| 1       | Szwajcaria II        | Erich Schärer/Joseph Benz                  | 4:09,36 |        |
| 2       | NRD II               | Bernhard Germeshausen/Hans-Jürgen Gerhardt | 4:10,93 | +1,57  |
| 3       | NRD I                | Meinhard Nehmer/Bogdan Musiol              | 4:11,08 | +1,72  |
| 4       | Szwajcaria I         | Hans Hiltebrand/Walter Rahm                | 4:11,32 | +1,96  |
| 5       | Stany Zjednoczone II | Howard Siler/Dick Nalley                   | 4:11,73 | +2,37  |
| 6       | Stany Zjednoczone I  | Brent Brushlaw/Joseph Tyler                | 4:12,12 | +2,75  |
| 7       | Austria I            | Fritz Sperling/Kurt Oberhöller             | 4:13,58 | +4,22  |
| 8       | RFN I                | Peter Hell/Heinz Busche                    | 4:13,74 | +4,38  |

Data: 15–16.02.1980

### Czwórka mężczyzn
| Miejsce | Państwo       | Zawodnik                                                                 | Czas    | Strata |
| ------- | ------------- | ------------------------------------------------------------------------ | ------- | ------ |
| 1       | NRD I         | Meinhard Nehmer/Bogdan Musiol/Bernhard Germeshausen/Hans-Jürgen Gerhardt | 3:59,92 |        |
| 2       | Szwajcaria I  | Erich Schärer/Ulrich Bächli/Rudolf Marti/Joseph Benz                     | 4:00,87 | +0,95  |
| 3       | NRD II        | Horst Schönau/Roland Wetzig/Detlef Richter/Andreas Kirchner              | 4:00,97 | +1,05  |
| 4       | Austria I     | Fritz Sperling/Bernhard Purkrabek/Heinrich Bergmüller/Franz Rednak       | 4:02,62 | +2,70  |
| 5       | Austria II    | Walter Delle Karth/Kurt Oberhöller/Franz Paulweber/Gerhard Zaunschirm    | 4:02,95 | +3,03  |
| 6       | Szwajcaria II | Hans Hiltebrand/Armin Baumgartner/Ulrich Schindler/Walter Rahm           | 4:03,69 | +3,77  |
| 7       | RFN I         | Peter Hell/Hans Wagner/Heinz Busche/Walter Barfuß                        | 4:04,40 | +4,48  |
| 8       | Rumunia I     | Dragoș Panaitescu-Rapan/Dorel Cristudor/Sandu Mitrofan/Gheorghe Lixandru | 4:04,68 | +4,76  |

Data: 23–24.02.1980

#### Tabela medalowa zawodów
| Poz. | Państwo    |   |   |   | Łącznie |
| ---- | ---------- | - | - | - | ------- |
| 1    | NRD        | 1 | 1 | 2 | 4       |
| 2    | Szwajcaria | 1 | 1 | 0 | 2       |